# 哥本哈根市镇

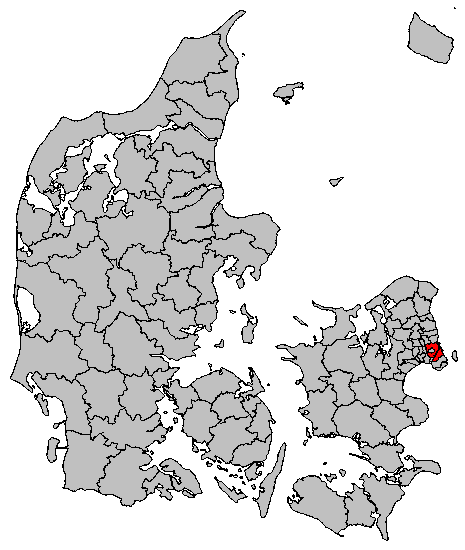
哥本哈根市鎮在丹麥的位置

哥本哈根市镇（丹麥語：Københavns Kommune）是丹麥的一個市镇，位於西蘭島東岸、阿邁厄島西岸，丹麥首都哥本哈根中心。面積88.25平方公里，2009年人口518,574人。市府座落於哥本哈根市政廳。
2007年1月1日失去郡的地位，屬首都大區。

## 行政區劃
哥本哈根市镇下分10區：
1. 哥本哈根市中心（Indre By）
2. 厄斯特布羅（Østerbro）
3. 诺雷布羅（Nørrebro）

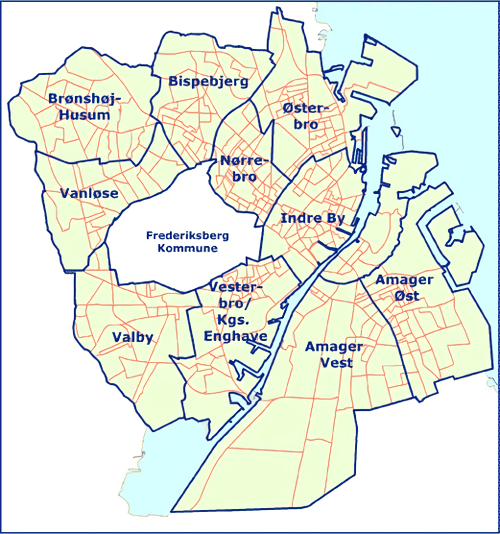
哥本哈根市鎮行政區劃

4. 韋斯特布羅/Kongens Enghave（Vesterbro/Kongens Enghave）
5. 瓦爾比（Valby）
6. 萬勒瑟（Vanløse）
7. Brønshøj-Husum（Brønshøj-Husum）
8. 比斯珀比约（Bispebjerg）
9. 东阿邁厄（Amager Øst）
10. 西阿邁厄（Amager Vest）